# 北海道道751号新篠津金泽线

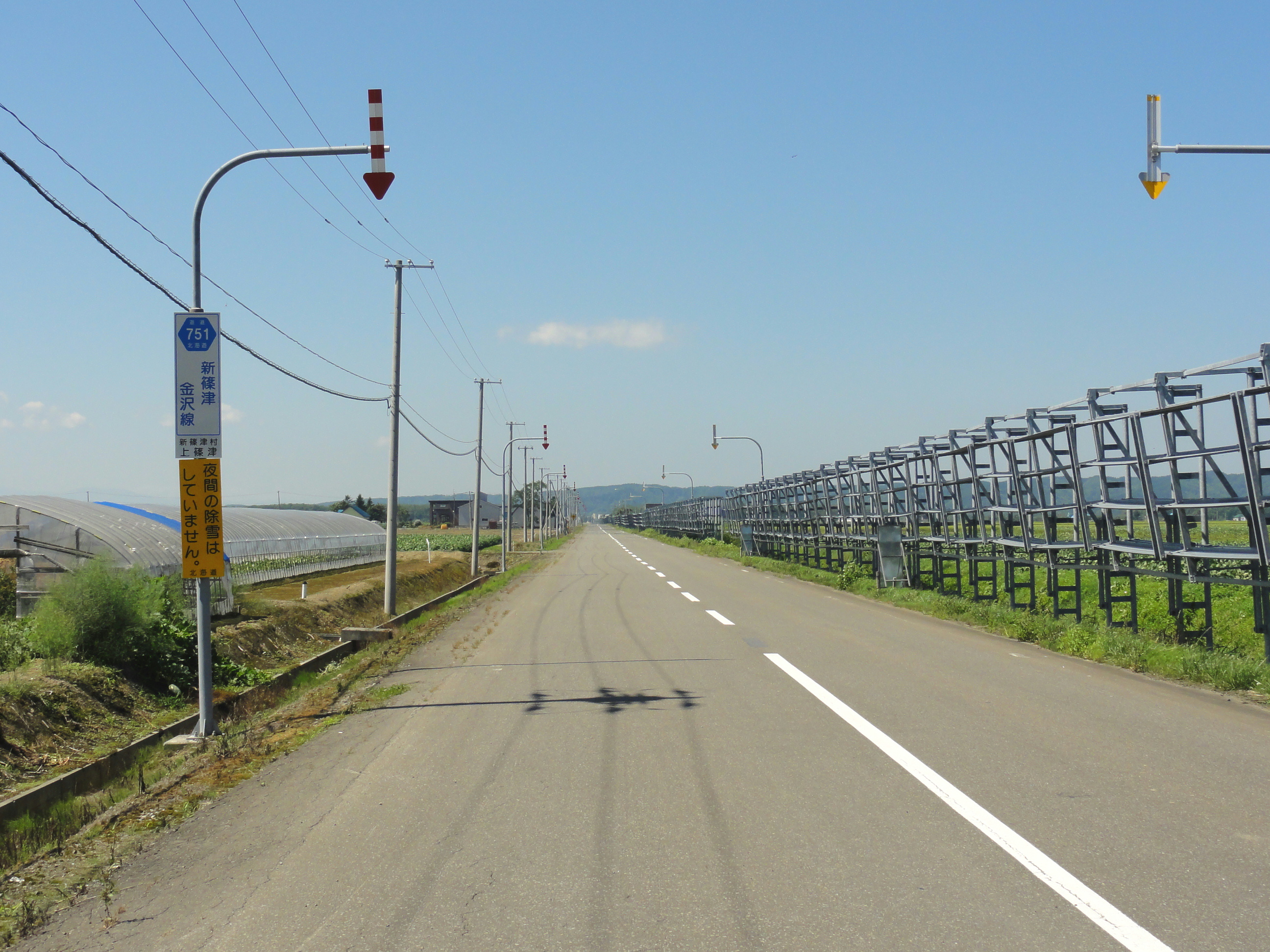
新篠津村上篠津附近（2012年8月）

北海道道751号新篠津金泽线（日语：北海道道751号新篠津金沢線）是一条连结北海道石狩郡新篠津村和当別町的普通道级道路（北海道道）。

## 道路概况
- 起点：北海道石狩郡新篠津村第47線
- 終点：北海道石狩郡当別町金泽
- 总距离：6.0千米

## 经过的自治体
- 石狩振兴局
  - 石狩郡
    - 新篠津村
    - 当別町

## 主要连接道路
- 北海道道1121号月形幌向线（起点）
- 国道275号（终点）

## 橋
- 四十五線橋 竣工1999年
- 北8号橋 竣工1962年
- 北8号村界橋 竣工2010年

## 历史
- 1972年（昭和47年）3月31日 - 路線勘定（北海道告示第904号）